# 片山東熊
片山 東熊（かたやま とうくま、嘉永6年12月20日（1854年1月18日）- 1917年（大正6年）10月24日）は、明治期に活躍した建築家。工手学校（現工学院大学）造家学科教務主理。位階および勲等は正三位勲一等。号は晩晴。
山口県生まれ。工部大学校の建築学科第1期生。
宮内省で赤坂離宮など宮廷建築に多く関わる。職務として県庁や博物館、宮内省の諸施設など36件の設計に関わったほか、公務の合間に貴族の私邸を中心に14件の設計を行った。
日本人建築家の養成を行うべく来日した、ジョサイア・コンドルによる最初の学生の一人である。
代表作である旧東宮御所（現・迎賓館赤坂離宮）は、2009年に明治期以降の建築としては初めて国宝に指定された。

## 経歴
- 1854年（安政元年） - 萩で長州藩下級藩士の父片山文左、母伊丹ハルの四男として生まれる。
- 1865年（慶応元年） - 奇兵隊に入隊。
戊辰戦争に参戦。
- 1879年（明治12年）
  - 11月 - 工部大学校卒業し、工学士となる。辰野金吾、曽禰達蔵、佐立七次郎と同期。
  - 12月 - 工部省営繕課に勤務。
- 1882年（明治15年） - 有栖川邸建設のため、有栖川宮熾仁親王とともに欧州視察。
- 1886年（明治19年） - 宮内省勤務となる。皇居御造営局で明治宮殿建設に関わる、宮殿装飾調査のために翌年までドイツ出張。
- 1887年（明治20年）10月 - 帝国大学（後の東京帝国大学、現在の東京大学）の渡辺洪基や辰野金吾、藤本寿吉らとともに、「工手学校」（現・工学院大学）を設立。
- 1889年（明治22年） - 宮内省内匠寮の匠師に昇進。
- 1897年（明治30年） - 東宮御所建設のため、翌年まで欧米を視察。
- 1899年（明治32年） - 東宮御所着工
- 1904年（明治37年） - 宮内省内匠頭に任ぜられ、東宮御所御造営局技監を兼任
- 1909年（明治42年） - 東宮御所竣工。
- 1912年（大正元年） - 明治天皇葬祭場などの建設に関わる。
- 1915年（大正4年）　- 宮内省内匠寮に在職30年の間、大小様々な工事の実現に尽くした功績に依り宮中顧問官となり、従三位勲一等旭日大綬章を授けられる。
- 1917年（大正6年）10月23日　- 病となり特旨をもって正三位を叙せられ、同日薨去。享年65。
  - 同月28日　- 青山霊園に葬られ、勅使が弔った。

## エピソード
- 片山は奇兵隊の少年従士であり、また、兄の湯浅則和が兵部省の山城屋事件で長州閥の山縣有朋をかばい辞職。このため山縣は生涯片山を引き立てたという。明治12年ごろ、山縣が麹町区五番町に自宅を新築する際には、片山が在籍する工部大学校造家学科第1期生の4名（辰野金吾、片山東熊、曽禰達蔵、佐立七次郎）で学生コンペを行ない、片山案を採用し、片山の処女作として木造家屋を建設した[1]。この山縣の後ろ盾のおかげで、就職の際も担当教授であるジョサイア・コンドルに頼らずとも、宮内省への道が開かれた[2]。
- 東宮御所の建設に心血を注ぎ、完成の報告を明治天皇に行ったところ、一言「贅沢すぎる」と言われてショックを受け、病気がちとなったという。

### 秋山徳蔵に怒鳴りつけられる
- 宮内省（戦後は宮内庁）で長く主厨長を務め、「天皇の料理番」として著名な秋山徳蔵は、宮内省大膳寮に採用されてからわずか一カ月ほどしか経っていない頃、片山を怒鳴りつけたことがある。ある日、厨房の裏口から突然立派な風体の男性とそのお供らしき洋服姿の男性らが4、5人入って来た。男らは厨房用の上履きに履き替えず下足のまま入って来たので、秋山は激怒して『馬鹿野郎』、『間抜け野郎』と怒鳴りつけた。男らが出て行った後、怒鳴りつけた相手が片山であるとわかり、秋山は多少言い過ぎたかなとは思ったものの気にかけないでいた。すると、今度は正規の入口から白衣を着て上履きのスリッパを履いた集団が入って来た。秋山の上司である大膳頭福羽逸人に案内された片山ら一行であった。さすがの秋山も25、26歳の若輩者が五十年配の宮内省高官を怒鳴りつけてしまったことを気まずく感じ、そそくさとその席を外してしまった。
- それから小一時間ほど経ってから上司の福羽から呼び出された。秋山は、これは叱られるなと覚悟して大膳頭室に入ったら、以下のように諭されたという[3]。

## 親族
妻は琵琶湖疏水を築いたことで有名な土木技術者田辺朔郎の姉鑑子で、子供はいないため、長兄湯浅則和の子鉱三郎を養子とした。その後も鎮熊、東彦と続く。

## 栄典・授章・授賞
位階
- 1887年（明治20年）1月8日 - 正七位[4]
- 1903年（明治36年）9月30日 - 従四位[5]
- 1908年（明治41年）10月10日 - 正四位[6]
- 1917年（大正6年）10月23日 - 叙正三位（従三位勲一等工学博士片山東熊）[7]

勲章等
- 1896年（明治29年）12月25日 - 勲六等瑞宝章[8]
- 1901年（明治34年）6月27日 - 勲四等瑞宝章[9]
- 1905年（明治38年）6月24日 - 勲三等瑞宝章[10]
- 1915年（大正4年）11月10日 - 大礼記念章[11]
- 1916年（大正5年）1月19日 - 勲一等旭日大綬章[12]

## 主な作品
現存する片山の作品の多くが重要文化財に指定されているほか、旧東宮御所（現・迎賓館）は明治時代の洋風建築の到達点と評され、明治以降の建築としては初の国宝に指定されている。
| 作品                   | 年                 | 所在地       | 指定           | 備考                                     |
| ---------------------- | ------------------ | ------------ | -------------- | ---------------------------------------- |
| 新宿御苑御休所         | 1888年（明治21年） | 東京都新宿区 | 重要文化財     |                                          |
| 旧日本赤十字病院       | 1890年（明治23年） | 愛知県犬山市 | 登録有形文化財 | 東京都渋谷区より明治村に移築             |
| 神宮農業館             | 1891年（明治24年） | 三重県伊勢市 | 登録有形文化財 | 明治38年移設、平成8年縮小移築            |
| 奈良国立博物館         | 1894年（明治27年） | 奈良市       | 重要文化財     |                                          |
| 京都国立博物館         | 1895年（明治28年） | 京都市東山区 | 重要文化財     |                                          |
| 仁風閣                 | 1907年（明治40年） | 鳥取市       | 重要文化財     |                                          |
| 東京国立博物館表慶館   | 1908年（明治41年） | 東京都台東区 | 重要文化財     |                                          |
| 旧東宮御所（赤坂離宮） | 1909年（明治42年） | 東京都港区   | 国宝           | （現・迎賓館）                           |
| 旧竹田宮邸             | 1911年（明治44年） | 東京都港区   |                | （現・グランドプリンスホテル高輪貴賓館） |
| 神宮徴古館             | 1911年（明治44年） | 三重県伊勢市 | 登録有形文化財 | 修復（一部変更）                         |
| 旧御所水道ポンプ室     | 1912年（明治45年） | 京都市山科区 |                | （現・九条山浄水場ポンプ室）             |

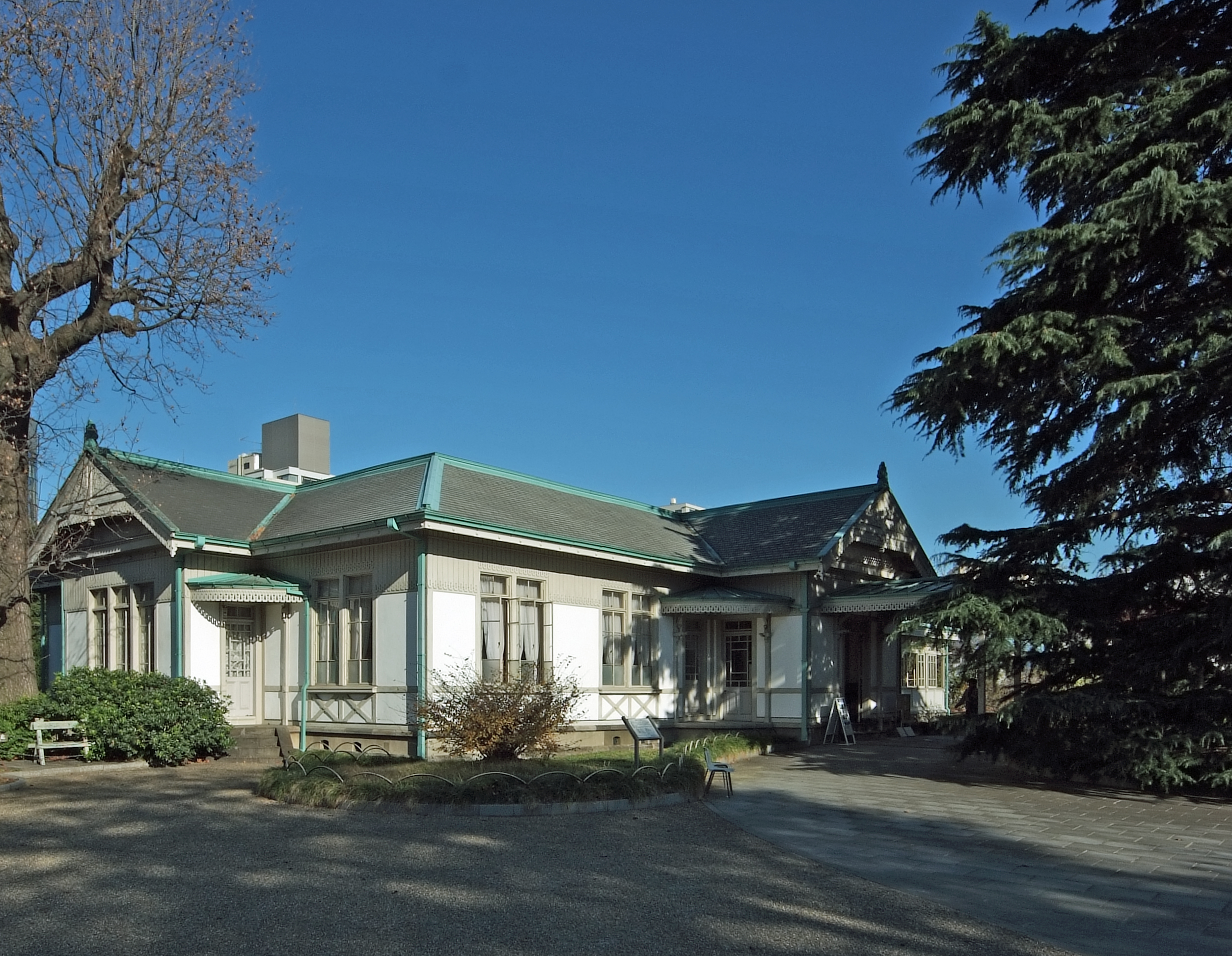
新宿御苑御休所
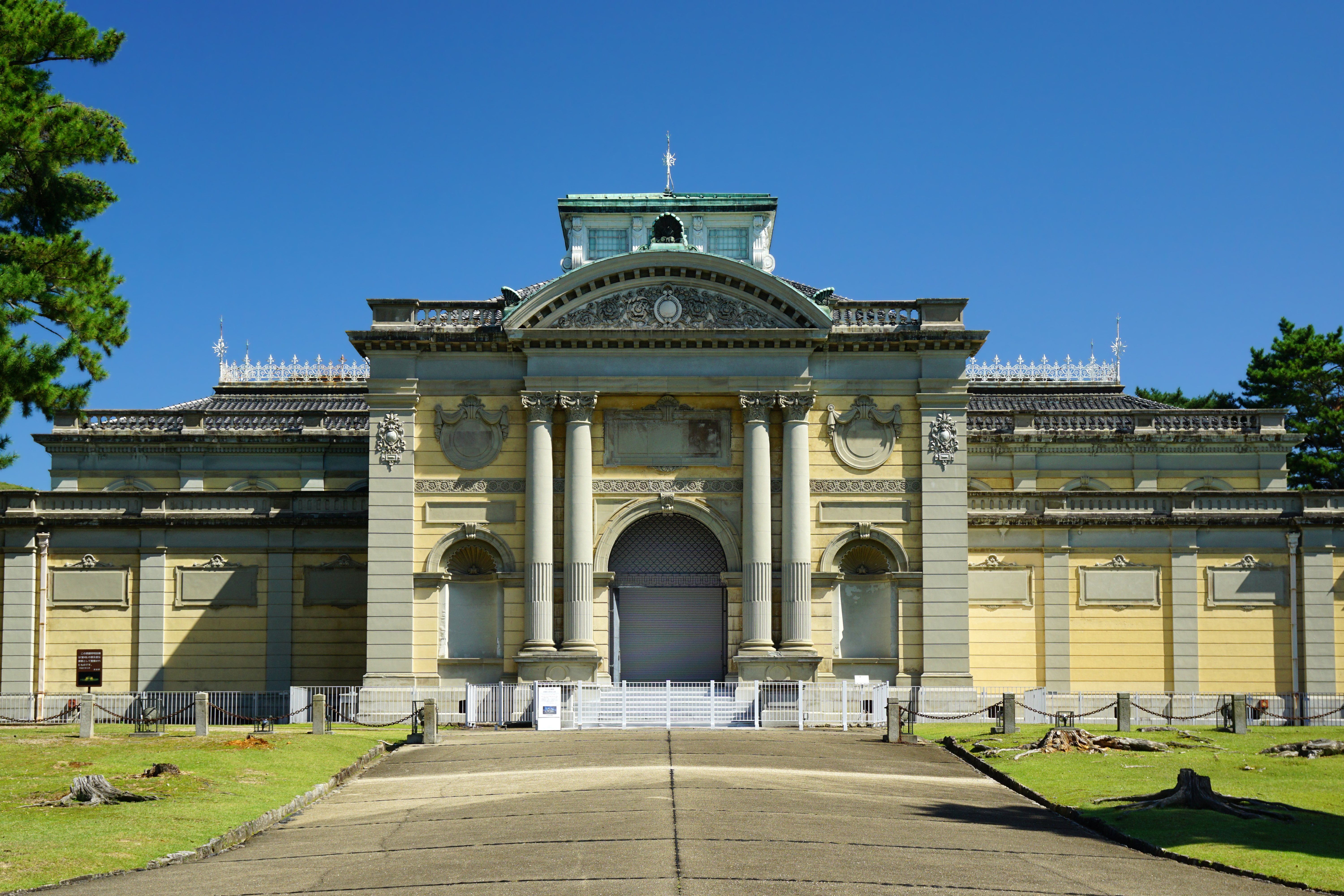
奈良国立博物館本館
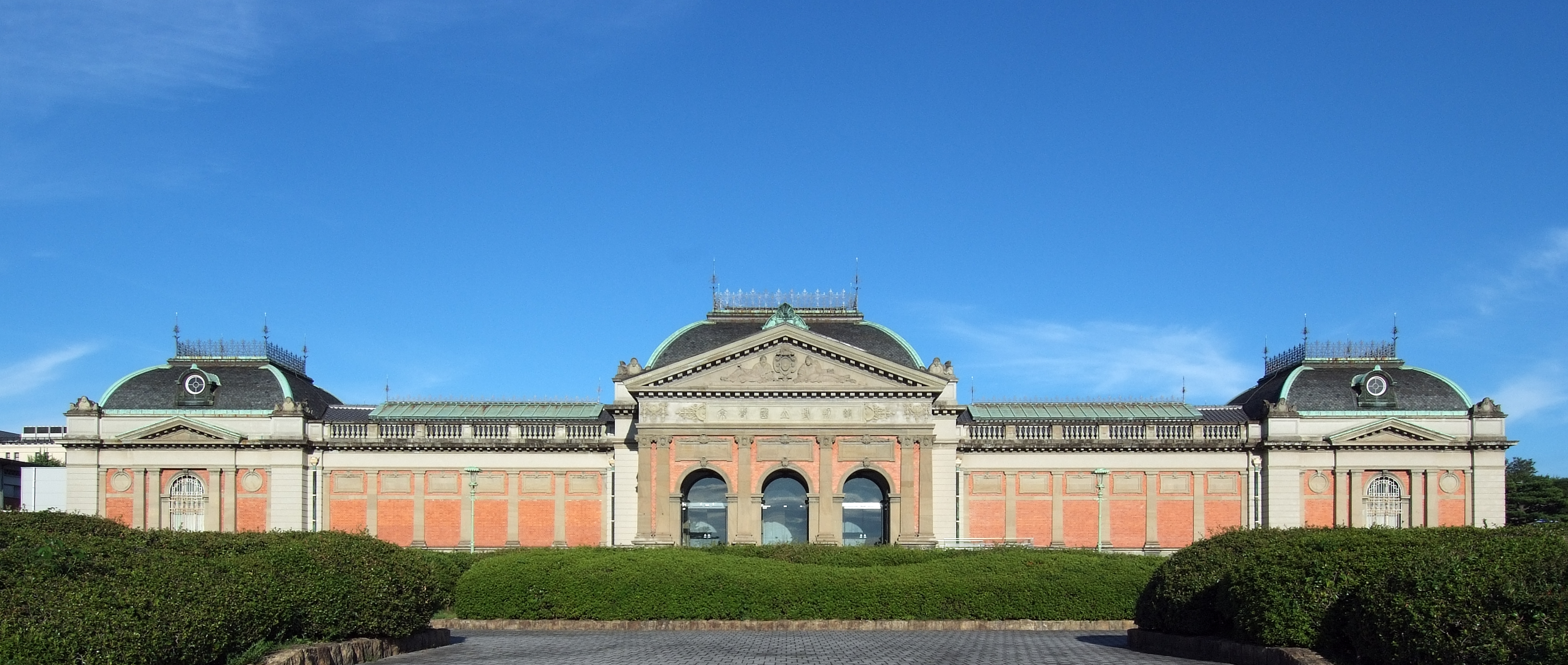
京都国立博物館特別展示館
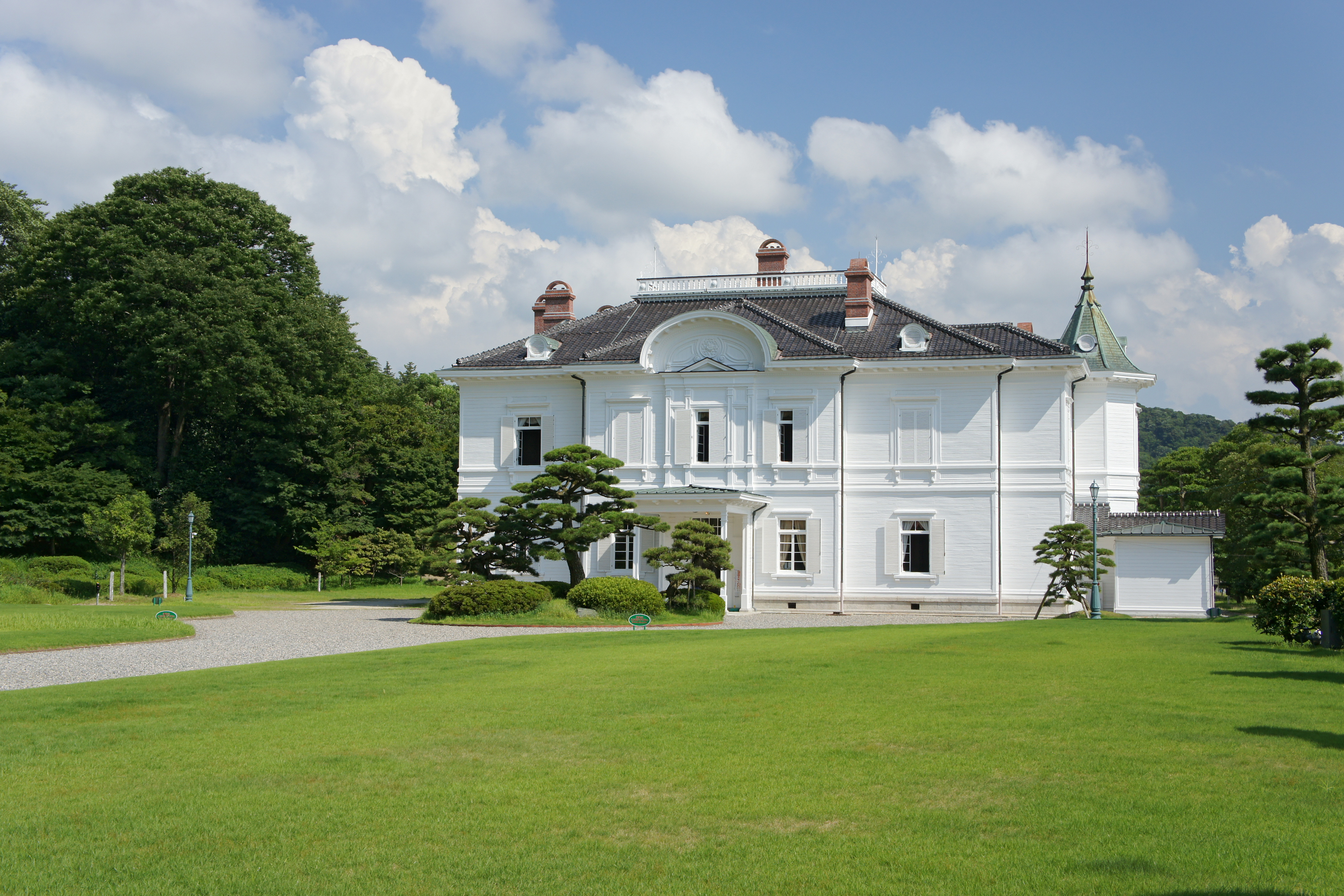
仁風閣
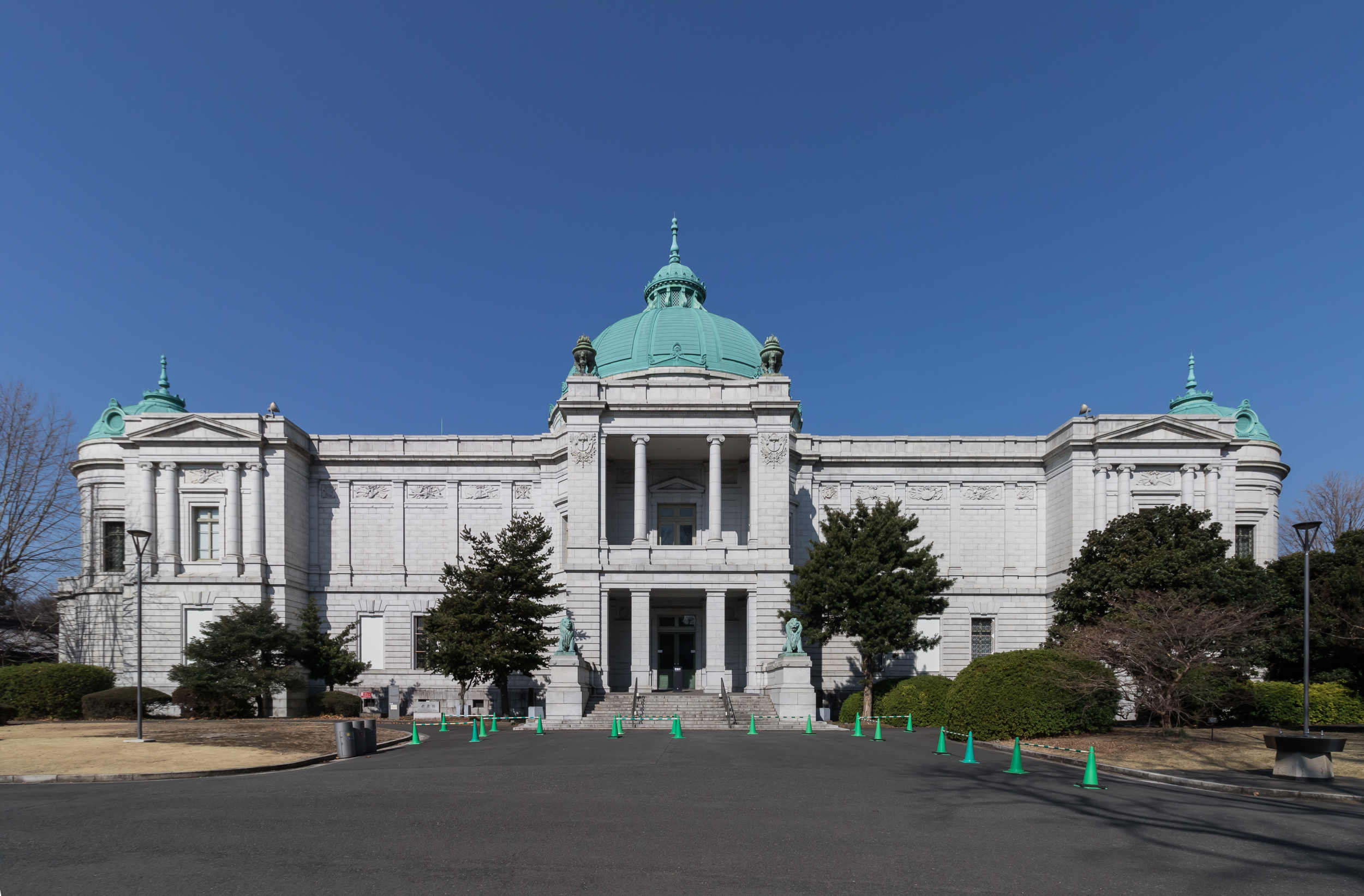
東京国立博物館表慶館
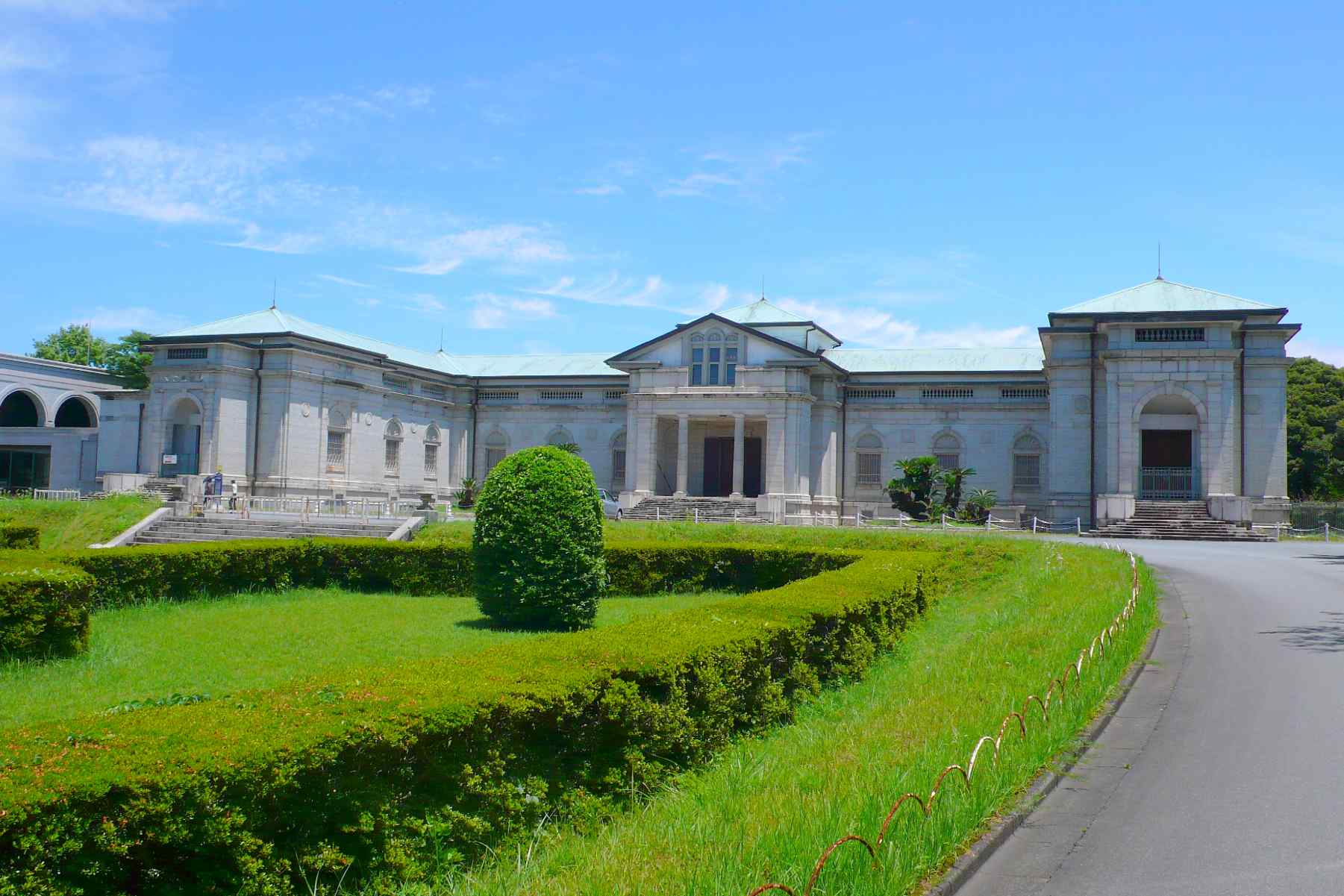
神宮徴古館

韓国ソウル市にある李朝末期の大院君の私邸雲峴宮内にある洋館（1907年）も片山東熊の設計とされるが、確証がないとも言われる。